# Margherita di Joinville
Margherita di Joinville (1354 – 28 aprile 1417) fu Contessa di Vaudémont e signora di Joinville, dal 1365 fino alla sua morte, ed inoltre signora di Montaigu, dal 1367 al 1373, contessa consorte di Ginevra, dal 1374 al 1392 e Signora di Rumigny, di Boves e d'Aubenton, dal 1392 al 1415..

## Origine
Margherita, secondo i Seigneurs de Joinville era figlia di Enrico V di Joinville ( †  1365), signore di Joinville e conte di Vaudémont, e di sua moglie, Maria del Lussemburgo-Ligny ( †  1380 circa), signora di Houdan, figlia di Giovanni di Lussemburgo, signore di Ligny-en-Barrois, Roussy-le-Village e di Beaurevoir.

Enrico V di Joinville, sempre secondo i Seigneurs de Joinville era figlio di Anseau de Joinville, signore di Joinville, Rimaucourt e Reynel, e Maresciallo di Francia e di Margherita di Vaudémont, figlia del Conte di Vaudémont, Enrico III di Vaudemont.

## Biografia
Margherita, alla morte del padre, quando aveva solo undici anni, divenne  Contessa di Vaudémont e signora di Joinville.

### Primo matrimonio
Nel 1367 sposò Giovanni I di Chalon (1340-1373). Un abile organizzatore, si sforzò di ripristinare la fortuna di sua moglie e la ricostruzione dei suoi campi devastati dalla Guerra dei cent'anni e danneggiati dalle spedizioni di Enrico V d'Inghilterra. Il matrimonio viene confermato dai documenti del Jean de Joinville et les seigneurs de Joinville nº 998, datato novembre 1367, nº 1001 e nº 1002, datati 1368.
Margherita rimase vedova dopo circa sei anni e senza aver avuto figli.

### Secondo matrimonio
Nel 1374 sposò Pietro, conte di Ginevra (?-1392), che, secondo Le Grand dictionnaire historique, Volume 5, era il figlio quartogenito del Conte di Ginevra, Amedeo III e della moglie, Matilde o Mahaut d'Auvergne ( † dopo il 1396), che, sia secondo Le Grand dictionnaire historique, Volume 5, che secondo la Histoire généalogique de la maison d'Auvergne, era figlia del conte d'Alvernia e di Boulogne Roberto VII e della sua seconda moglie, Maria di Dampierre o di Fiandra. All'atto del matrimonio il 24 giugno, Pietro e Margherita fecero un trattato con la famiglia del defunto primo marito.
Nel 1378, il fratello di Pietro Roberto, fu eletto papa di Avignone.
Nel 1381, Pietro, assieme alla moglie, Margherita, conclusero un accordo per la divisione dell'eredità della suocera, Maria del Lussemburgo-Ligny, come da documento nº 1022 del Jean de Joinville et les seigneurs de Joinville e, poi nel 1382, conclusero un secondo accordo per la divisione dell'eredità della suocera, Maria del Lussemburgo-Ligny, come da documento nº 1025 del Jean de Joinville et les seigneurs de Joinville.
Nel 1391, Pietro, assieme alla moglie, Margherita, cedettero a un loro nipote, una somma ricevuta dal duca Carlo II di Lorena, come da documento nº 1043 del Jean de Joinville et les seigneurs de Joinville.
Il suo secondo marito, Pietro, morì nel 1392 prima del 24 giugno, giorno in cui Margherita risulta già vedova secondo il documento nº 1045 del Jean de Joinville et les seigneurs de Joinville.
anche da questo matrimonio non ebbero figli.

### Terzo matrimonio
Vedova e ancora senza figli, Margherita si risposò a 38 anni, nel 1392, con Federico I di Lorena (1368-1415), figlio di Giovanni I, duca di Lorena. Questo matrimonio viene confermato da diversi documenti del Jean de Joinville et les seigneurs de Joinville i nº 1047, 1048 e 1049, datati 1394.

Margherita a Federico diede tre figli:
- Margherita, sposò Telbaldo, signore di Blâmont;
- Elisabetta (1397-1456), sposò Filippo I di Nassau-Weilburg;
- Antonio (1400-1458).

### Morte
Margherita morì il 28 aprile 1417. Le succedette il figlio Antonio.

### Fonti primarie
- (LA, FR)  Histoire généalogique de la maison d'Auvergne.
- (LA, FR)  Jean de Joinville et les seigneurs de Joinville.

### Letteratura storiografica
- (FR)  Le Grand dictionnaire historique, Volume 5.
- (FR)  K:\Etienne\Documents\HISTOIRE\G: Seigneurs de Joinville.
- Henri-François Delaborde: Jean de Joinville et les seigneurs de Joinville, Librairie Picard et fils, Paris, 1894, p. 215, Online